# Glycaspis aurosala
Glycaspis aurosala är en insektsart som beskrevs av Moore 1970. Glycaspis aurosala ingår i släktet Glycaspis och familjen rundbladloppor. Inga underarter finns listade i Catalogue of Life.